# نهائي كأس إفريقيا للأندية البطلة 1978
نهائي كأس أفريقيا للأندية البطلة 1978 هي النسخة 14 من دوري أبطال أفريقيا . توج كانون ياوندي الكاميروني بالكأس على حساب هافيا كوناكرى الغيني .

## الفرق
| الفريق        | مشاركة سابقة (الخط الغليظ يشير إلى بطل تلك النسخة) |
| ------------- | -------------------------------------------------- |
| هافيا كوناكري | 4 (1972 ، 1975 ، 1976 ، 1977)                      |
| كانون ياوندي  | 1 (1971)                                           |

## النهائي

### الذهاب
| هافيا كوناكري | 0–0   | كانون ياوندي |
| ------------- | ----- | ------------ |
|               | تقرير |              |

### الإياب
| كانون ياوندي | 2–0   | هافيا كوناكري |
| ------------ | ----- | ------------- |
|              | تقرير |               |